# Weingut Heyl zu Herrnsheim

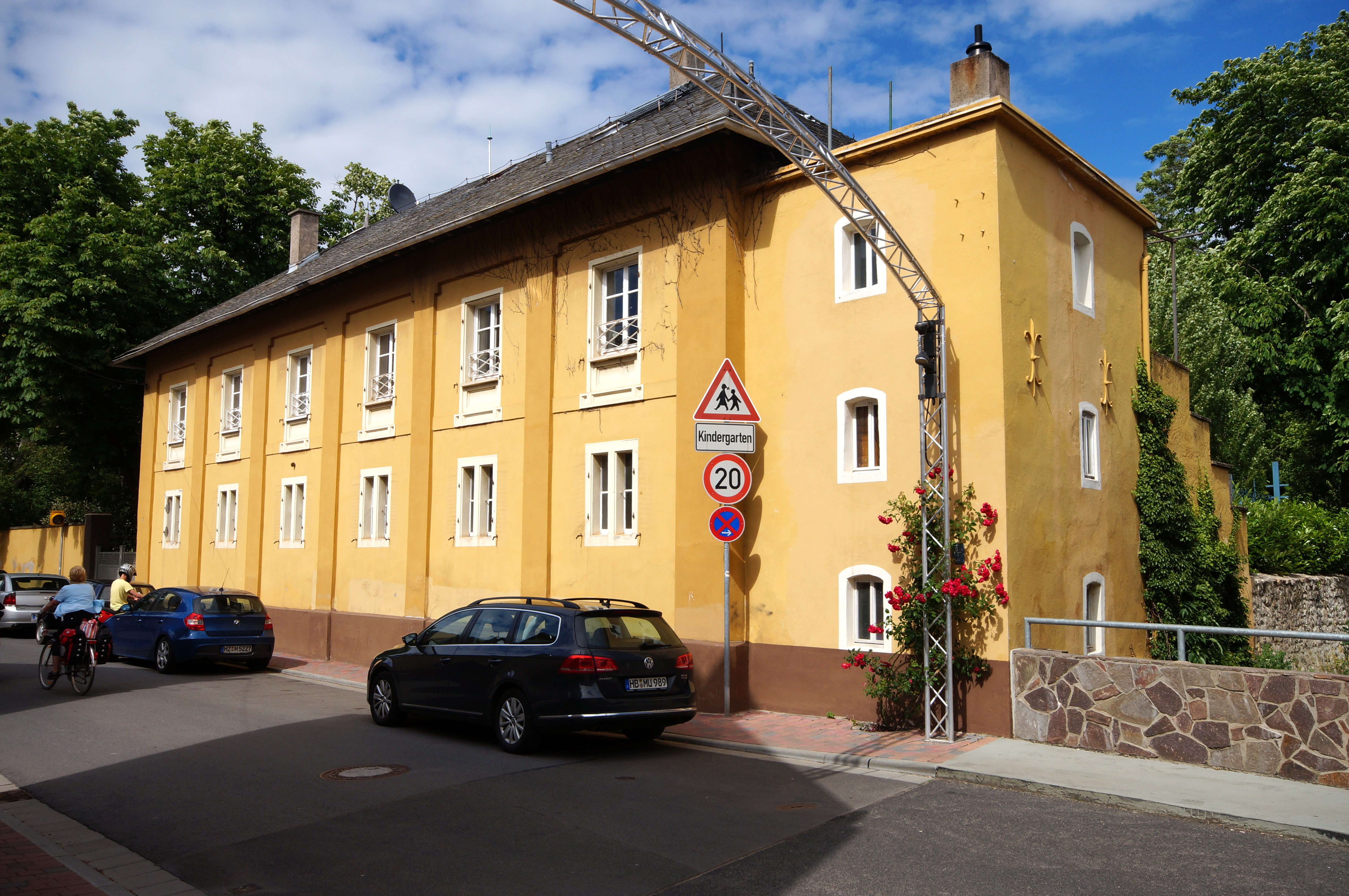
Ehem. Seitengebäude des Weinguts Heyl zu Herrnsheim in der Langgasse 3

Das Weingut Freiherr Heyl zu Herrnsheim ist ein Weingut im rheinhessischen Nierstein. Der Besitz des Weingutes erstreckt sich über 10,2 Hektar und ist seit 2006 vollständig verpachtet an das Weingut St. Antony. Bis zu diesem Zeitpunkt war das Weingut Mitglied im Verband Deutscher Prädikatsweingüter (VDP).

## Lagen
Der Lagenbesitz des Weingutes erstreckt sich über folgende Lagen am Roten Hang in Nierstein:
- Niersteiner Brudersberg (Alleinbewirtschaftung, Monopollage)
- Niersteiner Pettenthal
- Nackenheimer Rothenberg
- Niersteiner Rehbach
- Niersteiner Ölberg

## Sortenspiegel
- Riesling: 80 %
- Weißburgunder: 13 %
- Spätburgunder: 7 %

Die Reben werden seit ca. 30 Jahren nach den Richtlinien des kontrolliert ökologischen Weinbaus bewirtschaftet. Das Weingut Heyl zu Herrnsheim und sein damaliger Leiter Peter W. von Weymarn werden zu den Pionieren im deutschen Ökoweinbau gezählt.

## Besonderheiten
Bei der Lagenreform des deutschen Weingesetzes im Jahr 1971 erreichte der damalige Gutsleiter Peter von Weymarn nach aufwändiger Bürokratie, dass die Monopollage Niersteiner Brudersberg erhalten werden konnte. Die Lage ist nur 1,2 ha groß und stellt eine Besonderheit am Roten Hang in Nierstein dar. Ausschlaggebend hierfür sind ein besonderes Mikroklima und die Ausrichtung des Weinberges in Südrichtung. Weine vom Niersteiner Brudersberg sind weltweit wegen ihrer Einzigartigkeit geschätzt.
Durch die Verschmelzung der beiden Weingüter Freiherr Heyl zu Herrnsheim und Weingut St. Antony sind beide Weingüter in einem Gebäude untergebracht. Aus weinrechtlichen Hintergründen muss seit dem Jahrgang 2008 für das Weingut Heyl zu Herrnsheim der Zusatz „Weingut“ auf dem Etikett wegfallen. Als Abfüller fungiert die St. Antony Weingut GmbH & Co. KG.
Beide Weingüter sind 2007 auf das Gelände des ehemaligen Gustav Adolf Schmitt´schen Weingutes umgezogen und unter einem Dach angesiedelt. Seit 2019 leitet Dirk Würtz als Gesellschafter und Kellermeister die Geschicke der Weingüter.

## Geschichte des Gutes

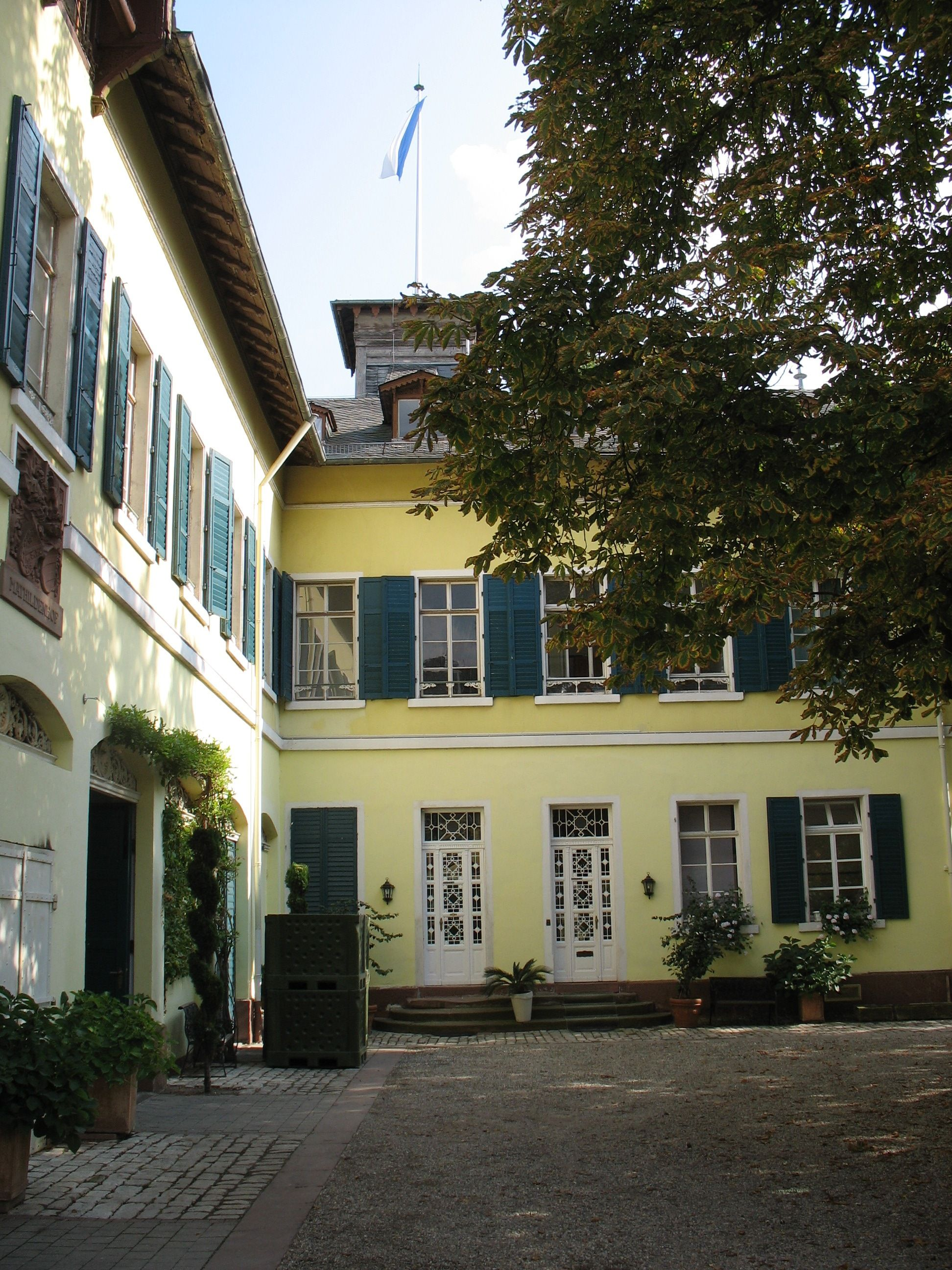
Hofansicht Langgasse 3 (2006)

Die Gutsgeschichte selbst reicht bis 1561 zurück. Das Gut geht vermutlich auf eine frühe Klosteranlage zurück. Conrad Breder von Hohenstein (1574–1589), der als erster Besitzer des Gutes gelten kann, war seit 1574 Schultheiß des Rittergerichts zu Nierstein, sein Wappen und die Jahreszahl 1574 ziert den Keller unter dem linken, historischen Flügel des heutigen, zweiflügligen Baues von 1860. Im 19. Jahrhundert kam die Mainzer Familie Lauteren in den Besitz des Gutes. Die Familie Lauteren verdiente nicht nur mit Weinhandel, sondern auch mit der Schaumweinherstellung nach traditioneller Methode ihr Geld. Im Jahr 1909 kam das Gut in den Besitz des Freiherrn Cornelius von Heyl, dessen Sohn es nach seiner Ehefrau „Mathildenhof“ benannte. Durch Erbfolge gelang es 1969 in den Besitz von Isa von Weymarn (geborene von Meding), die es bis 1997 mit ihrem Mann Peter von Weymarn leitete. Zwischen 1997 und 2006 leitete Carsten Ahr das Weingut, in dessen Besitz der Mathildenhof bis heute (2015) ist. In den Jahren von 2005 bis 2018 wurden beide Weingüter von dem Geisenheimer Önologen Felix Peters getrennt geführt.

### Etikett „Mönch“
Das Etikett mit dem Mönch ist typisch für das Weingut, es wurde erstmals 1890 benutzt. Es wurde entworfen von Joseph Sattler, einem renommierten Graphiker und seinerzeit Professor an der Kunstakademie Straßburg, in Anlehnung an die mönchische Weinbautradition in Worms (Liebfrauenstift).